# Alexandra Frick
Alexandra Frick (* 17. März 1990) ist eine ehemalige Schweizer Unihockeyspielerin. Sie stand zuletzt beim Nationalliga-A-Vertreter Red Ants Rychenberg Winterthur unter Vertrag.

## Karriere

### Verein
Frick begann ihre Karriere bei den Floorball Riders. 2006 debütierte sie für die Riders in der Nationalliga A und absolvierte sieben Partien. Dabei verbuchte sie zwei Tore und zwei Assists.
Nach nur einem Jahr verliess sie die Riders zum Ligakonkurrenten Red Ants Rychenberg Winterthur. Dort absolvierte sie in der ersten Saison 24 Partien. Bei den Red Ants entwickelte sie sich zu einer konstant aufspielenden Stürmerin. Am 27. April 2017 gab der Verein bekannt, dass ihr Kontrakt verlängert wurde.
2020 beendet Frick ihrer Karriere.

### Nationalmannschaft
Zwischen 2006 und 2008 gehörte Frick dem Kader der U19-Unihockeynationalmannschaft an. Mit der U10 absolvierte sie die Weltmeisterschaften 2006 und 2008 in Deutschland bzw. Polen. In Polen konnte die U19-Nationalmannschaft die Bronze-Medaille gewinnen. Zwei Jahre später konnte sie mit der U19 den Turniersieg feiern.
2008 wurde sie ebenfalls erstmals für die A-Nationalmannschaft aufgeboten und nahm mit ihr an der Euro Floorball Tour teil. 2013 erhielt sie das Aufgebot für die Weltmeisterschaft in Tschechien, bei welcher sie mit der Schweiz den dritten Schlussrang erreichte.